# Coll de la Marrana (Puigbalador)
El Coll de la Marrana (en francès, oficialment, Col de la Marrane), és una collada de 2.128 metres d'altitud en el punt de trobada dels termes comunals de Puigbalador, a la comarca del Capcir, pertanyent a la Catalunya del Nord, de Queragut, al Donasà, comarca occitana històricament lligada a Catalunya, i d'Escolobre, al País de Salt. És per tant, un dels límits septentrionals dels Països Catalans.
És a l'extrem nord-est del terme de Puigbalador, al sud-oest del d'Escolobre i al sud-est del de Queragut.
És el punt de trobada de tres comunes diferents, pertanyents a tres comarques diferents, una de catalana i dues d'occitanes.